# Кордунова Сіма Дмитрівна
Кордунова Сіма Дмитрівна (14 лютого 1931, с. Лаврів, Луцького району, Волинської області — 24 травня 2025, с. Полонка, Луцького району, Волинської області) — українська поетеса, громадська діячка, членкиня Волинської обласної організації Союзу українок, Волинського крайового Братства святого апостола Андрія Первозванного, Волинського відділення Всеукраїнської організації ветеранів та Волинського обласного відділення братства УПА. Дипломантка всеукраїнського конкурсу гумору і сатири «На межі тисячоліть», лауреатка обласної літературно-мистецької премії імені Агатангела Кримського. Авторка 17 книг, компакт-диска та музичної збірки «Яснозора Волинь».[джерело?]
| Текст вилучений зі статті через підозру в порушенні авторських прав |
| --- |
| Текст, що раніше перебував на цій сторінці, запідозрено в порушенні авторських прав на текст із таких джерел: https://www.volynnews.com/news/all/-pomerla-poetesa-i-chlenkynia-bratstva-oun-upa-sima-kordunova-z-lutska/ Дата, коли було знайдено порушення: 14 серпня 2025. Тому, хто повісив цей шаблон: На сторінку обговорення користувача, який розмістив цю статтю, варто додати повідомлення {{subst:nothanks cv\|Кордунова Сіма Дмитрівна\|url=https://www.volynnews.com/news/all/-pomerla-poetesa-i-chlenkynia-bratstva-oun-upa-sima-kordunova-z-lutska/. |
| До уваги користувача, який розмістив цю статтю Не редагуйте статтю зараз, навіть якщо ви збираєтеся її переписати. Дотримуйтесь вказівок нижче. - Якщо власник авторських прав на зазначений вище матеріал дозволяє використовувати його на умовах GNU FDL без незмінюваних секцій та Creative Commons із зазначенням автора / розповсюдження на тих самих умовах, будь ласка, сповістіть про це на сторінці обговорення цієї статті. - Якщо правовласником є ви, додайте на зазначеному вище ресурсі примітку: «Матеріали дозволено використовувати на умовах GNU FDL без незмінюваних секцій та Creative Commons із зазначенням автора / розповсюдження на тих самих умовах». - Якщо дозволу на використання цього матеріалу немає, будь ласка, зробіть одне з двох: 1. Напишіть хоча б гарний накид статті на цій підсторінці. Зверніть увагу: не треба копіювати текст, що порушує авторські права, на зазначену підсторінку й редагувати його. Якщо ви взялися за написання нової статті, не забудьте сповістити про це на сторінці обговорення. 2. Залиште все як є, і тоді статтю буде вилучено. У випадку, якщо новий текст написано не буде, цю статтю буде вилучено через тиждень після появи цього попередження (детальніше див. документацію шаблону). Вихідний текст цієї статті з можливим порушенням копірайту можна знайти в історії змін. Зверніть увагу, що розміщення у Вікіпедії матеріалів, автор яких не надав явного дозволу на їхнє використання відповідно до ліцензії GNU FDL без незмінюваних секцій та Creative Commons із зазначенням автора / розповсюдження на тих самих умовах, може бути порушенням законів про авторське право. Користувачів, які додають до Вікіпедії такі матеріали, може бути тимчасово позбавлено права редагувати статті. Попри все, ми завжди раді вашим оригінальним статтям. Дякуємо. Цю сторінку внесено до категорії Вікіпедія:Можливе порушення авторських прав. |

Працювала в селі Боратин Луцького району.
```
а з 1979 року
 
— в Луцькій середній школі №
 
16.
```

Померла 24 травня 2025 року в с. Полонка, Луцького району, Волинської області.

## Творчість
Поетеса. Її амплуа — лірика, сатира та гумор. Вона автор книг «Малюнки з натури», «Тривоги і надії», «Зіниці душі», «Хто кого стукнув?», «Моя земля», «Добридень, світе», «У кривому дзеркалі», «Пісні Надстир'я» (у співавторстві)[джерело?].
```
та 
музичної збірки «Яснозора Волинь»
. Крім того, вона друкувалась в альманахах «Світязь» і «Перевесло» та колективних збірках районної літературно-мистецької студії «Зорі над Стиром», в 
журналі «Перець»
, газетах «Молодь України», «Радянський патріот», «Радянська Волинь», «Молодий ленінець»
[
джерело?
]
.
```

Сіма Кордунова була членкинею Волинської обласної організації Союзу українок, Волинського крайового Братства святого апостола Андрія Первозванного та обласної асоціації незалежних волинських письменників ім. Павла Чубинського, в якій була заступником Голови Провідної Ради[джерело?].
Працювала в літературній студії «Зорі над Стиром» при редакції Луцької районної газети «Слава праці»[джерело?].